# Lidl-Trek Future Racing
Lidl-Trek Future Racing ist ein US-amerikanisches Radsportteam.
Die Mannschaft wurde zur Saison 2024 als Development Team des UCI WorldTeams Lidl-Trek gegründet und als UCI Continental Team lizenziert. Bereits in der ersten Saison erzielten die Fahrer des Teamd 17 Siege. Nach der Saison erhielten vier Fahrer zur Saison 2025 einen Vertrag bei einem UCI WorldTeam oder einem UCI ProTeam, darunter die deutschen Fahrer Tim Torn Teutenberg und Niklas Behrens.

## Saison 2025
Mannschaft
| Teamkader 2025          | Teamkader 2025    | Teamkader 2025         | Teamkader 2025                           |
| Name                    | Geburtsdatum      | Land                   | Vorheriges Team                          |
| ----------------------- | ----------------- | ---------------------- | ---------------------------------------- |
| Nils Aebersold          | 15. Februar 2003  | Schweiz                | Trek Future Racing (2023)                |
| Héctor Álvarez Martinez | 12. Dezember 2006 | Spanien                | Lucta-Granja Rinya-InfinObras (2024)     |
| Andrea Bessega          | 30. März 2006     | Italien                | Borgo Molino Vigna Fiorita (2024)        |
| Kristian Egholm         | 16. März 2004     | Dänemark               | Restaurant Suri-Carl Ras (2023)          |
| Patrick Frydkjær        | 19. März 2005     | Dänemark               | Team NPV-Carl Ras Roskilde Junior (2023) |
| Sebastian Grindley      | 24. April 2006    | Vereinigtes Königreich | Fensham Howes-MAS Design (2024)          |
| Cole Kessler            | 20. Mai 2003      | Vereinigte Staaten     | Israel Premier Tech Academy (2023)       |
| Louis Leidert           | 16. Mai 2005      | Deutschland            | Rose Team NRW (2023)                     |
| Matteo Milan            | 22. Januar 2003   | Italien                | Cycling Team Friuli ASD (2023)           |
| Liam O'Brien            | 16. Mai 2005      | Irland                 | Fermoy Cycling Club (2023)               |
| Martin Pedersen         | 28. Januar 1998   | Dänemark               | Restaurant Suri-Carl Ras (2023)          |
| Cameron Rogers          | 16. Dezember 2004 | Australien             | Lotto Dstny Development Team (2023)      |
| Jakob Söderqvist        | 31. Mai 2003      | Schweden               | Svealand Cycling Team (2023)             |
| Paul Verbnjak           | 10. Dezember 2001 | Österreich             |                                          |
|                         |                   |                        |                                          |
| Quelle: ProCyclingStats |                   |                        |                                          |

Erfolge
| Siege   | Siege        | Siege    | Siege  | Siege        | Siege |
| Datum   | Rennen       | Staat    | Klasse | Sieger       |       |
| ------- | ------------ | -------- | ------ | ------------ | ----- |
| 9. Mär. | Poreč Trophy | Kroatien | 1.2    | Matteo Milan |       |

## Erfolge pro Saison
| Rennserie                 | 2024 |
| ------------------------- | ---- |
| UCI ProSeries             | -    |
| UCI Continental Circuits  | 12   |
| nationale Meisterschaften | 5    |

## Platzierungen in der Weltrangliste
| World Ranking | World Ranking | World Ranking          | World Ranking |
| Jahr          | Teamwertung   | Einzelwertung          |               |
| ------------- | ------------- | ---------------------- | ------------- |
| 2024          | 31.           | Niklas Behrens (215. ) |               |
|               |               |                        |               |
| Quelle: UCI   |               |                        |               |